# 趙振声
趙振声（ちょう しんせい、英語：Francis Xavier Chao Cheng-sheng,S.J.、1894年11月30日 - 1968年10月15日）は、イエズス会士で洗礼名はフランシスコ・ザビエル。カトリック献県教区の初の中国人司教（1937年 - 1968年）。

## 生涯
1894年11月30日、趙振声は河北省景県黄古荘の敬虔なカトリックの家庭に生まれる。1910年に献県公学校から献県神学校に転入。1913年10月15日にイエズス会に入会する。1917年にフランスに赴き、哲学博士の学位を取得。1920年にはベルギーで神学を研鑽し、1923年8月26日に、ベルギーのエンギエンイエズス会神学院で司祭に叙階され、哲学と神学博士の学位を取得する。1925年9月に帰国する。帰国前にローマとフランスのルルドに巡礼した。1931年から1933年まで天津工商学院校長を務めた。
1937年12月2日、教皇は趙振声を献県使徒座代理区の初の中国人司教に任命し、あわせてビシカ（北アフリカチュニジア共和国の都市）の名義司教となる。献県代理区は1856年に成立し、80年間ずっとイエズス会のフランスシャンパーニュ管区が宣教司牧を担当し、司教の任務に当たっていた。1938年3月27日、趙振声は献県張荘イエズスの聖心カテドラルで永年教区崔守恂司教主司式、天津教区文貴賓司教と献県教区イエズス会会長鄂恩濤神父共同司式により叙階された。
この時は日中戦争が既に始まっており、献県代理区に相次いで2つの不幸な事件が発生した。1939年7月15日、教会が河間に置いていた大修道院にいた24名の教師と生徒が、日本軍に八路軍と私通していると看做されて生き埋めにされた。1941年9月8日、代理区雲台山墓地附近の3人の親日派が教会に隠れていた八路軍の小分隊に殺され、そのため、神父、修道士、修道女など21人が日本軍に銃で撃たれて生き埋めにされ、趙司教本人を含む100人近くが日本軍に逮捕された。しかもカテドラルの西院も1942年に日本軍に強制的に占領された。献県、永年、大名と景県4個の代理区の安全の見地から、オーストリアの司教と責任をもって新しく成立した景県代理区に若石大神学校（St. Joseph Seminary）を開く協力をすることに決定した。
終戦後の1946年4月11日、バチカンは中国にヒエラルキー（聖統制）を施行し、献県代理区は正式な献県教区に昇格した。ただし、このとき河北農村の大部分の地区は既に共産党に占領され、献県やその附近の教区では過酷な“罪悪清算の闘争”が始まっていた。言い表させないほどの巨額な賠償が教区を経済的に窮地に陥らせた。献県イエズス会と景県の若石大神学校は、両方とも北平までの移転を余儀なくされ、趙司教も北平や天津のあたりまで流亡した。第二バチカン公会議の約20年前であったこの頃に、趙司教はラテン語のミサ典礼と歌曲を中国語に翻訳し、1947年に教皇から試用を進める許可を得ていたとされる。
1948年5月、趙司教はアメリカに行った田耕莘枢機卿を引き継いで、北京大司教の代行に任じられた。後に教区に戻って教務を続けた。1949年、献県教区は中国全土の各教区の中で最初に多くの修道士を国外に避難させ、当時北平の若石神学院の48人の神学生は点々としてフィリピンに送られた。これらの神父らは、後に献県教区の再建で重要な役割を果たし、大量の資源を導入することになった。
1949年、政府の病院、中学校、食料倉庫がカテドラルの5分の4の部屋を占有した。1955年、東の大院は人民委員会と中学校が相次いで占有した。1956年、県衛生院は献県人民医院と改名し、西の大院を占有した。
1949年3月から1953年5月まで、趙振声は交河県郝村に潜伏し、秘密裡に宣教した。1953年5月から9月までは献県東双坦村に潜伏した。10月から、趙司教は献県教区の任務を継続した。
1956年7月19日から25日まで、趙振声司教と王文成司教、易宣化司教、李伯漁司教、李維光代司教と楊士達、湯履道等36人の司教、神父、信徒が発起した中国天主教友愛国会準備会議を北京で挙行した。会議では、中国天主教友愛国会の成立の採択を討論した。1956年7月26日、中南海紫光閣で到周恩来総理と会見する。1957年8月3日、中国天主教愛国会が成立し、趙司教は8人の副主席の一人に当選する（列席順序は上海教区の信徒楊士達、周至教区李伯漁司教、南京教区大司教代行李維光神父、南充教区王文成司教、献県教区趙振声司教、済南教区司教代行董文隆神父、天津教区李徳培神父、太原教区信徒曹道生）。1957年12月には、河北省天主教愛国会主席に当選する。1962年1月に、全国神学校理事会副理事長に当選する。彼は初代、第2回、第2回河北省政協委員、第3回一次全国政協会議列席代表であった。
1966年、文化大革命が始まり、中国カトリック教会は壊滅的な打撃に遭い、献県教区の各組織は全て閉鎖され、カテドラルは取り壊され、司教、神父、修道女、信者は侮辱、監禁と苦しい刑罰の限りを受け、誰一人として逃れたものはなく、獄中で亡くなった神父だけでも十数名に登った。1967年2月25日、趙司教は逮捕され、1968年10月15日獄中で世を去る。74歳であった。遺体は早々に掘られた溝に葬られたが、1981年4月3日に捜索して発見された後に台山公墓に改葬された。

## 記念
- 中華民国（台湾）桃園県の振声高級中学[3]、は趙振声司教を記念して命名された。